# Fair Lawn
Fair Lawn és una població dels Estats Units a l'estat de Nova Jersey. Segons el cens del 2008 tenia 30.521 habitants.

## Demografia
Segons el cens del 2000, Fair Lawn tenia 31.637 habitants, 11.806 habitatges, i 8.901 famílies. La densitat de població era de 2.362,7 habitants/km².
Dels 11.806 habitatges en un 33,4% hi vivien nens de menys de 18 anys, en un 63,5% hi vivien parelles casades, en un 9% dones solteres, i en un 24,6% no eren unitats familiars. En el 21,3% dels habitatges hi vivien persones soles el 12,3% de les quals corresponia a persones de 65 anys o més que vivien soles. El nombre mitjà de persones vivint en cada habitatge era de 2,67 i el nombre mitjà de persones que vivien en cada família era de 3,12.
Per edats la població es repartia de la següent manera: un 22,8% tenia menys de 18 anys, un 6% entre 18 i 24, un 26,9% entre 25 i 44, un 25,6% de 45 a 60 i un 18,7% 65 anys o més.
L'edat mediana era de 42 anys. Per cada 100 dones de 18 o més anys hi havia 87,7 homes.
La renda mediana per habitatge era de 72.127 $ i la renda mediana per família de 81.220 $. Els homes tenien una renda mediana de 56.798 $ mentre que les dones 41.300 $. La renda per capita de la població era de 32.273 $. Aproximadament el 2,6% de les famílies i el 3,7% de la població estaven per davall del llindar de pobresa.

## Poblacions properes
El següent diagrama mostra les poblacions més properes.